# Abu Kanneh
Abu Kanneh (* 9. November 1983) ist ein liberianischer Fußballspieler, der mittlerweile auch im Besitz der österreichischen Staatsbürgerschaft ist. Seit dem Sommer 2022 spielte er für den SV Stallhofen, der gegenwärtig (Stand: 6. September 2023) in der siebentklassigen Gebietsliga West vertreten ist.

## Karriere
Der Stürmer spielte vor seinem Wechsel nach Österreich bis 2001 für die Liberty Professionals in der ghanaischen Hauptstadt Accra. Im März 2002 kam Kanneh zum Amateurverein SC Seiersberg, der zu dieser Zeit in der steirischen Unterliga (sechste Leistungsstufe) spielte. Im Januar 2003 wechselte er zum damaligen Regionalligisten FC Gratkorn, mit dem er 2003/04 in die zweitklassige Erste Liga und damit in den Profifußball aufstieg, woraufhin ihm im Sommer ein Profivertrag angeboten wurde. Bei den Gratkornern kam er in weiterer Folge vorrangig in der Profimannschaft zum Einsatz, brachte es jedoch auch zu einer Reihe von Einsätzen für die zweite Mannschaft mit Spielbetrieb in der viertklassigen Landesliga Steiermark. Vor Beginn der Saison 2007/08 wechselte er zum DSV Leoben und wechselte nach dessen Konkurs und Abstieg in den Amateurfußball nach mehrmonatiger Vereinslosigkeit in der Winterpause 2009/10 zum SV Lannach in die fünftklassige Oberliga Mitte West. 2012 schloss er sich dem TuS Greinbach aus der sechstklassigen Unterliga Ost an und war nach einem Jahr beim Klub für ein halbes Jahr beim FC Stattegg in der Unterliga Mitte aktiv, ehe er sich in der Winterpause 2013/14 abermals in der Unterliga Ost dem SV Ilztal anschloss. Diesen Klub verließ er erst wieder zwei Jahre später, in der Winterpause 2015/16 mit einem Wechsel zum Sechstligisten (Unterliga Mitte) LUV Graz. Noch in derselben Saison stieg er mit der Mannschaft in die Siebentklassigkeit (Gebietsliga Mitte) ab. 2021 schloss er sich der Mannschaft FC Fernitz-Mellach an, welche ebenso in der Gebietsliga Mitte spielten. Ein Jahr später wechselte er erneut den Verein. Dieses Mal unterschrieb er bei der Gebietsliga West Mannschaft SV Stallhofen, wo er derzeit auch noch im Einsatz ist.

## Erfolge
mit dem FC Gratkorn
- Meister der Regionalliga Mitte: 2003/04 (Aufstieg in die Erste Liga)